# Schmuel Rosenthal
Schmuel Rosenthal (hebräisch שמואל רוזנטל, auch bekannt als Sam Rosenthal, * 22. April 1947 in Petach Tikwa) ist ein ehemaliger israelischer Fußballspieler. Mit der israelischen Nationalmannschaft nahm er am Fußballturnier der Olympischen Sommerspiele 1968 und der Weltmeisterschaft 1970 in Mexiko teil. Bei Borussia Mönchengladbach war er 1972 der erste Israeli, der professionell in Europa spielte.

## Vereine
Rosenthal begann seine Spielerlaufbahn 1965 beim israelischen Erstligisten Hapoel Petach Tikwa. Schon nach seiner ersten Saison wurde er zusammen mit Mordechai Spiegler zum zweiten Fußballer des Jahres in Israel erkoren.
Durch die Freundschaft von Borussia Mönchengladbachs Manager Helmut Grashoff zu Israels Nationaltrainer Emanuel Schaffer wurde Rosenthal 1972 von der Borussia verpflichtet und damit der erste israelische Fußballer, der einen Profivertrag in Europa erhielt. Der Defensivspieler erzielte in der Hinrunde der Saison 1972/73 in 13 Bundesligaspielen ein Tor für die „Fohlen“, die in jener Saison Fünfter in der deutschen Meisterschaft wurden, den DFB-Pokal gewannen und das Finale des UEFA-Pokals erreichten. Im DFB-Pokal kam er nicht zum Einsatz, war aber im UEFA-Cup in den Spielen gegen den FC Aberdeen und den Kopenhagener Vorortsklub Hvidovre IF in den ersten zwei Runden mit von der Partie. Bei der Borussia spielte er in der Regel als Libero, eine Rolle, die er laut Vereinschronik „oft allzu sorglos“ interpretierte.
Nach einer Saison kehrte er zu Hapoel zurück. In der Saison 1975/76 war er Spieler der Hapoel-Mannschaft, die erstmals aus der ersten Liga abstieg. Rosenthal heuerte daraufhin bei Beitar Tel Aviv FC an. 1978 spielte er in den USA bei den Oakland Stompers in der seinerzeit Aufsehen erregenden North American Soccer League. Dies war aber die einzige Saison, in der die Mannschaft aus Kalifornien an der NASL teilnahm. Rosenthal kehrte daher 1979 zu Beitar zurück. Nach einer Saison zog er weiter zum unterklassigen Klub Hapoel Lod FC, bei dem er 1983 seine Karriere beendete.

## Nationalmannschaft
Zwischen 1965 und 1973 spielte Rosenthal 43-mal für die israelische Fußballnationalmannschaft und erzielte für diese zwei Tore; bei strenger Auslegung – etwa ohne olympische Qualifikationen – reduziert sich die Anzahl der Spiele auf 30 mit nur einem Tor. Im Jahre 1968 nahm er mit der Nationalmannschaft an den Olympischen Sommerspielen in Mexiko teil und kam dort bis in das Viertelfinale, in dem Israel nach unentschiedenem Spielausgang nach Verlängerung aufgrund eines Losentscheides gegen Bulgarien ausschied. Ein Elfmeterschießen zur endgültigen Spielentscheidung war zu jener Zeit noch nicht vorgesehen.
Bei der bislang einzigen Teilnahme Israels bei einer Fußball-Weltmeisterschaft spielte er 1970 an der Seite des Mannschaftskapitäns und fußballerischen Nationalheldens Israels Mordechai Spiegler und nahm an allen drei Spielen der Mannschaft teil. Israel schied nach der Vorrunde aus, doch gelangen mit den Unentschieden gegen Schweden und den späteren Vizeweltmeister Italien zwei Achtungserfolge.

## Verurteilung
Im Jahre 1997 wurde Rosenthal in Israel zu einer Haftstrafe von 13 Jahren verurteilt, weil er Mitglied einer Kokainschmugglerbande war.